# 科布扎爾 (瓦西利基夫卡區)
48°12′52″N 35°50′36″E / 48.21444°N 35.84333°E
科布扎爾（烏克蘭語：Кобзар），是烏克蘭的村落，位於該國中部第聶伯羅彼得羅夫斯克州，由瓦西利基夫卡區負責管轄，分別距離舍夫琴科1公里和皮西緬諾耶2公里，2001年人口24。